# Nguyễn Văn Đạo (trung tướng)
Nguyễn Văn Đạo (Sinh năm 1950). Ông là một tướng lĩnh trong Quân đội Nhân dân Việt Nam quân hàm Trung tướng. Ông hiện là phó Chủ tịch Hội Cựu chiến binh Việt Nam. Và là nguyên Tư lệnh Quân khu 1.